# Golden Globe-galan 2002
Den 59:e upplagan av Golden Globe Awards, som belönade insatser inom TV och film från 2001, hölls den 20 januari 2002 från Beverly Hilton Hotel i Beverly Hills, Kalifornien.

## Vinnare och nominerade
Vinnarna listas i fetstil.

### Filmer
| Bästa film - drama | Bästa film - musikal eller komedi |
| --- | --- |
| - A Beautiful Mind - In the Bedroom - Sagan om ringen: Härskarringen - The Man Who Wasn't There - Mulholland Drive | - Moulin Rouge! - Bridget Jones dagbok - Gosford Park - Legally Blonde - Shrek |
| Bästa manliga huvudroll - drama | Bästa kvinnliga huvudroll - drama |
| - Russell Crowe – A Beautiful Mind - Will Smith – Ali - Billy Bob Thornton – The Man Who Wasn't There - Kevin Spacey – Sjöfartsnytt - Denzel Washington – Training Day                                                                          | - Sissy Spacek – In the Bedroom - Tilda Swinton – The Deep End - Judi Dench – Iris - Halle Berry – Monster's Ball - Nicole Kidman – The Others |
| Bästa manliga huvudroll - musikal eller komedi | Bästa kvinnliga huvudroll - musikal eller komedi |
| - Gene Hackman – The Royal Tenenbaums - Billy Bob Thornton – Bandits - John Cameron Mitchell – Hedwig and the Angry Inch - Hugh Jackman – Kate & Leopold - Ewan McGregor – Moulin Rouge!                                                        | - Nicole Kidman – Moulin Rouge! - Cate Blanchett – Bandits - Renée Zellweger – Bridget Jones dagbok - Thora Birch – Legally Blonde - Reese Witherspoon – Ghost World |
| Bästa manliga biroll | Bästa kvinnliga biroll |
| - Jim Broadbent – Iris - Jon Voight – Ali - Jude Law – A.I. Artificiell intelligens - Steve Buscemi – Ghost World - Hayden Christensen – Livsverket - Ben Kingsley – Sexy Beast                                                                 | - Jennifer Connelly – A Beautiful Mind - Helen Mirren – Gosford Park - Maggie Smith – Gosford Park - Marisa Tomei – In the Bedroom - Kate Winslet – Iris - Cameron Diaz – Vanilla Sky |
| Bästa regi | Bästa manus |
| - Robert Altman – Gosford Park - Steven Spielberg – A.I. Artificiell intelligens - Ron Howard – A Beautiful Mind - Peter Jackson – Sagan om ringen: Härskarringen - Baz Luhrmann – Moulin Rouge! - David Lynch – Mulholland Drive               | - A Beautiful Mind – Akiva Goldsman - Gosford Park – Julian Fellowes - The Man Who Wasn't There – Joel och Ethan Coen - Memento – Christopher Nolan - Mulholland Drive – David Lynch |
| Bästa sång | Bästa musik |
| - "Until..." (Sting) – Kate & Leopold - "May It Be" (Enya) – Sagan om ringen: Härskarringen - "Come What May" (David Baerwald) – Moulin Rouge! - "There You'll Be" (Diane Warren) – Pearl Harbor - "Vanilla Sky" (Paul McCartney) – Vanilla Sky | - Moulin Rouge! – Craig Armstrong - Ali – Lisa Gerrard och Pieter Bourke - A.I. Artificiell intelligens – John Williams - A Beautiful Mind – James Horner - Sagan om ringen: Härskarringen – Howard Shore - Mulholland Drive – Angelo Badalamenti - Pearl Harbor – Hans Zimmer - Sjöfartsnytt – Christopher Young |
| Bästa utländska film | |
| - Ingenmansland (Bosnien) - Behind the Sun (Brasilien) - Amelie från Montmartre (Frankrike) - Monsunbröllop (Indien) - Din morsa också! (Mexiko)                                                                                                | |

### Television
| Bästa TV-serie - drama | Bästa TV-serie - musikal eller komedi |
| --- | --- |
| - Six Feet Under - 24 - Alias - CSI: Crime Scene Investigation - Sopranos - Vita huset                                                                             | - Sex and the City - Ally McBeal - Frasier - Vänner - Will & Grace |
| Bästa manliga huvudroll i en TV-serie - drama | Bästa kvinnliga huvudroll i en TV-serie - drama |
| - Kiefer Sutherland – 24 - Simon Baker – Guardian - Peter Krause – Six Feet Under - James Gandolfini – Sopranos - Martin Sheen – Vita huset                        | - Jennifer Garner – Alias - Marg Helgenberger – CSI: Crime Scene Investigation - Lauren Graham – Gilmore Girls - Amy Brenneman – Vem dömer Amy? - Sela Ward – Once and Again - Lorraine Bracco – Sopranos - Edie Falco – Sopranos |
| Bästa manliga huvudroll i en TV-serie - musikal eller komedi | Bästa kvinnliga huvudroll i en TV-serie - musikal eller komedi |
| - Charlie Sheen – Spin City - Tom Cavanagh – Ed - Kelsey Grammer – Frasier - Frankie Muniz – Malcolm – Ett geni i familjen - Eric McCormack – Will & Grace         | - Sarah Jessica Parker – Sex and the City - Calista Flockhart – Ally McBeal - Jane Kaczmarek – Malcolm – Ett geni i familjen - Heather Locklear – Spin City - Debra Messing – Will & Grace                                        |
| Bästa manliga huvudroll i en miniserie eller TV-film | Bästa kvinnliga huvudroll i en miniserie eller TV-film |
| - James Franco – James Dean - Damian Lewis – Band of Brothers - Barry Pepper – 61* - Ben Kingsley – Anne Frank: The Whole Story - Kenneth Branagh – Konspirationen | - Judy Davis – I skuggan av Judy Garland - Julianna Margulies – Avalons dimmor - Bridget Fonda – After Amy - Hannah Taylor-Gordon – Anne Frank: The Whole Story - Leelee Sobieski – Uprising - Emma Thompson – Wit                |
| Bästa manliga biroll i en TV-serie, miniserie eller TV-film | Bästa kvinnliga biroll i en TV-serie, miniserie eller TV-film |
| - Stanley Tucci – Konspirationen - Ron Livingston – Band of Brothers - John Corbett – Sex and the City - Bradley Whitford – Vita huset - Sean Hayes – Will & Grace | - Rachel Griffiths – Six Feet Under - Jennifer Aniston – Vänner - Allison Janney – Vita huset - Megan Mullally – Will & Grace - Tammy Blanchard – I skuggan av Judy Garland                                                       |
| Bästa miniserie eller TV-film | |
| - Band of Brothers - Anne Frank: The Whole Story - Konspirationen - I skuggan av Judy Garland - Wit                                                                | |

### Cecil B. DeMille Award
- Harrison Ford